# Barbara Katz Rothman
Barbara Katz Rothman (* 1948) ist eine US-amerikanische Soziologin, die als Professorin für Soziologie, Frauenforschung, Gesundheitswissenschaften und Disability Studies an der City University of New York lehrt und forscht. 
1993/94 amtierte sie als Präsidentin der Society for the Study of Social Problems.
Rothman machte ihren Bachelor-Abschluss und das Master-Examen am Brooklyn College und wurde an der New York University zur Ph.D. promoviert.

## Schriften (Auswahl)
- Weaving a family. Untangling race and adoption. Beacon Press, Boston 2005, ISBN 0807028282.
- Recreating motherhood. Rutgers University Press, New Brunswick 2000, ISBN 0813528747.
- The tentative pregnancy. How amniocentesis changes the experience of motherhood. 3. Auflage, Norton. New York 1993, ISBN 0393309983.
  - Schwangerschaft auf Abruf. Vorgeburtliche Diagnose und die Zukunft der Mutterschaft. Übersetzt von Juliette Liesenfeld, Metropolis-Verlag, Marburg 1983, ISBN 978-3-926570-50-5.
- In labor. Women and power in the birthplace. Norton, New York 1991, ISBN 0393307980.